# Щитоподъязычная мышца
Щитоподъязычная мышца (лат. Musculus thyrohyoideus) является как бы продолжением грудино-щитовидной мышцы. Начинается от косой линии щитовидного хряща, идёт вверх и прикрепляется по краю большого рога подъязычной кости.

## Функция
Приближает подъязычную кость к гортани. При фиксированной подъязычной кости тянет её кверху.